# Pielgrzymka

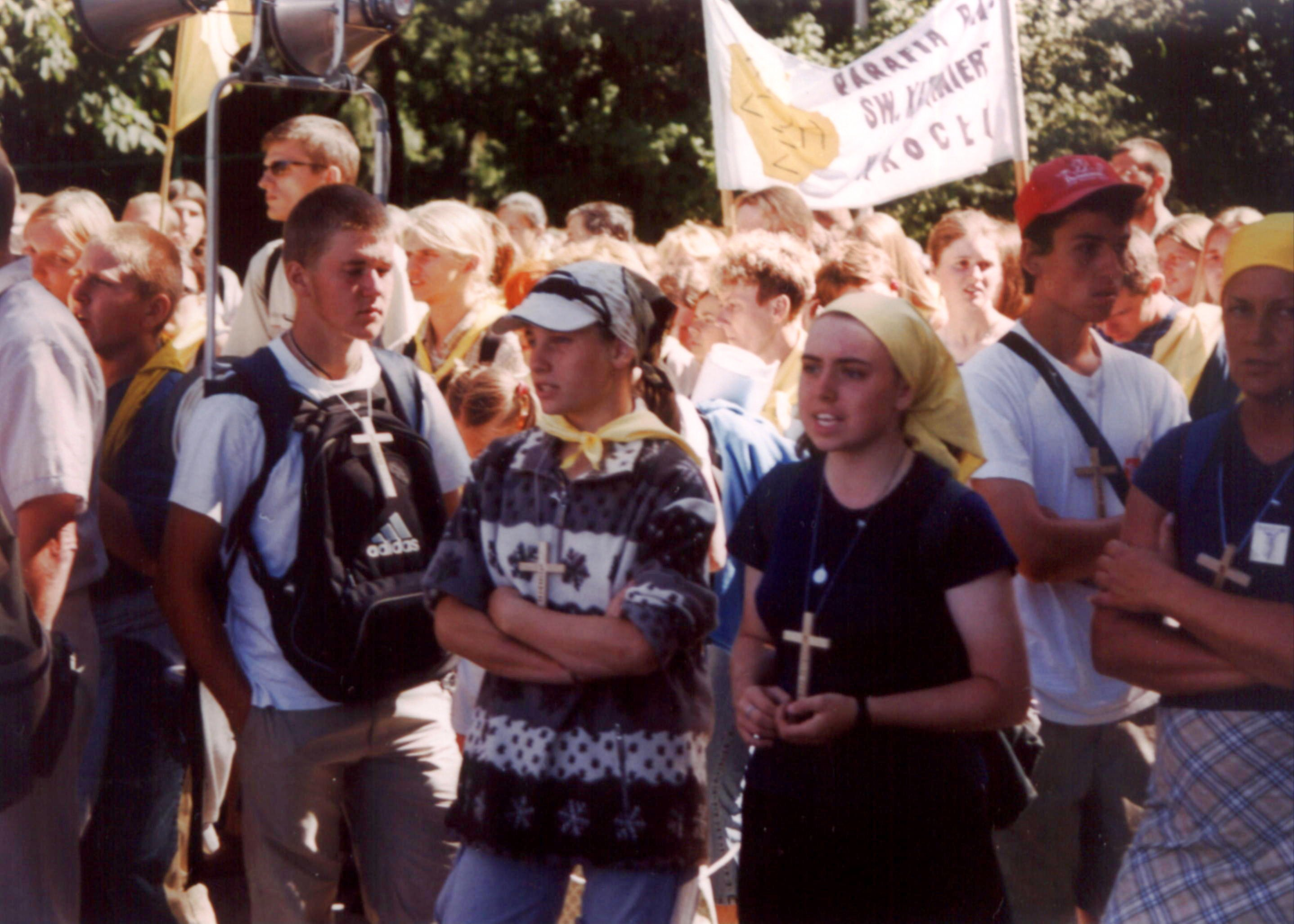
Pielgrzymi przybywający na Jasną Górę (Pielgrzymka Wrocławska, 2003)

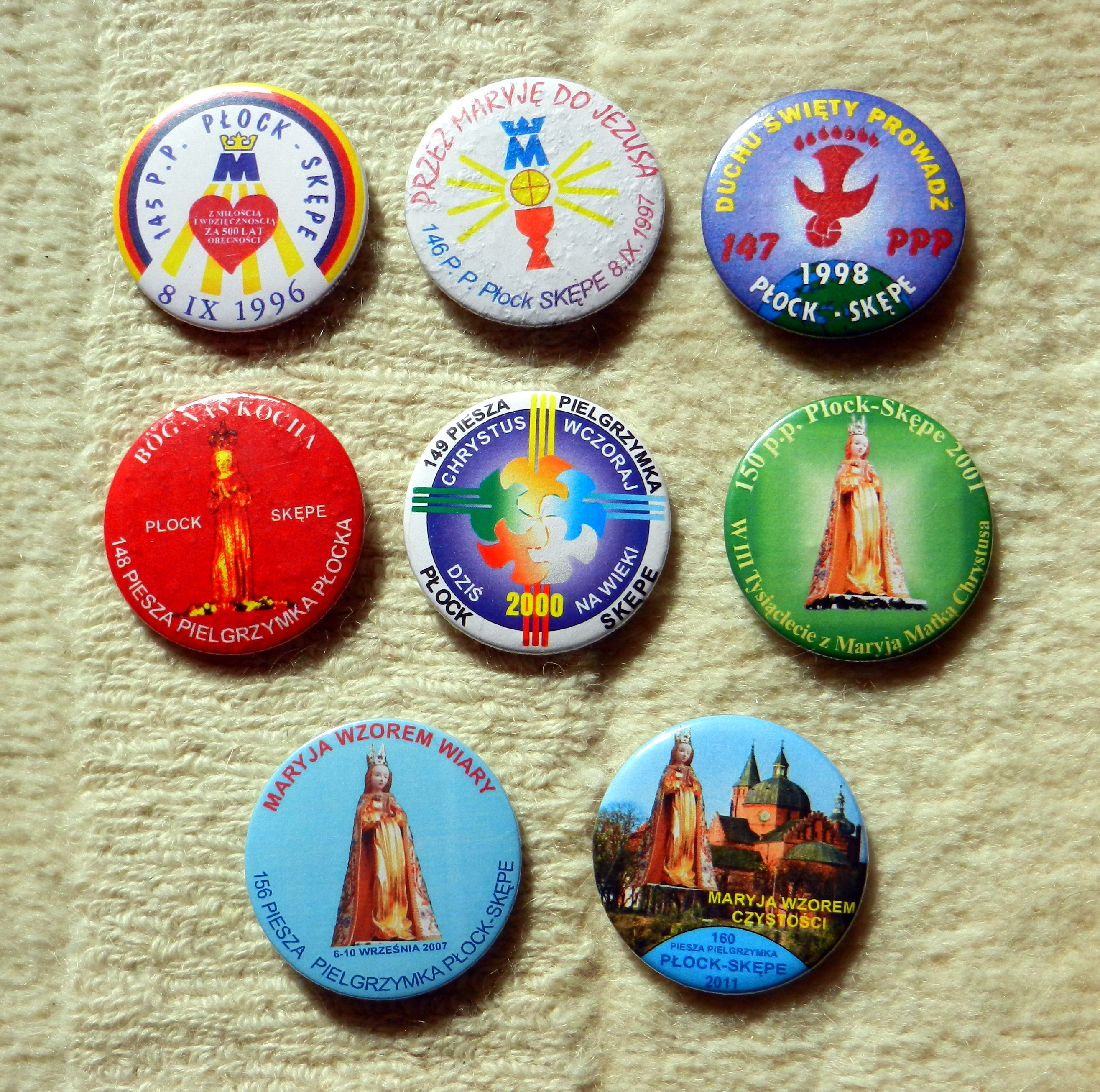
Emblematy pieszych pielgrzymek z Płocka do Skępego z lat 1996-2011

Pielgrzymka – podróż podjęta z pobudek religijnych do miejsc świętych. Motywem podjęcia trudu pielgrzymowania może być chęć zadośćuczynienia za popełnione występki lub też chęć wyrażenia prośby, np. o zdrowie, o pomyślność. Pątnicy pielgrzymują również, ażeby wyrazić wdzięczność, np. za urodzenie dziecka, odzyskanie sprawności fizycznej. Pielgrzymowanie wiąże się też ze składaniem wotum w sanktuarium, do którego się wędrowało, jak to ma np. miejsce w katolicyzmie.
Pielgrzymki mogą być zbiorowe lub indywidualne. Pielgrzymki zbiorowe organizowane są przez instytucje religijne. Indywidualni pątnicy mogą też przyłączać się do większych grup pielgrzymich.
Pielgrzymowanie jako przejaw religijności znany był już w starożytności (Starożytny Egipt, Grecja czy Rzym). Również w kulturach Bliskiego Wschodu istniały tradycyjne dni, w których pielgrzymowano (np. do Jerozolimy w czasach biblijnych na święto Paschy). Tradycja żydowska przejęta została przez chrześcijan, którzy pielgrzymowali już w czasach starożytnych do Ziemi Świętej (por. Anonimus Piacentinus, Egeria), a następnie do sanktuariów europejskich, gdy Palestyna dostała się pod panowanie muzułmańskie w 638. Czasów wczesnego średniowiecza sięga europejska tradycja pielgrzymowania do grobu św. Jakuba Apostoła w Hiszpanii i grobów apostołów Piotra i Pawła w Rzymie.
W zależności od ustaleń organizacyjnych, pielgrzymi otrzymują m.in. kolorowe chusty, certyfikaty uczestnictwa, karty pielgrzyma lub emblematy upamiętniające udział w pielgrzymce.
W niektórych religiach pielgrzymki mają charakter obowiązkowy, np. pielgrzymka do Mekki w islamie.
Badaniem pielgrzymek, jako formy turystyki, zajmują się geografia turyzmu oraz geografia religii.

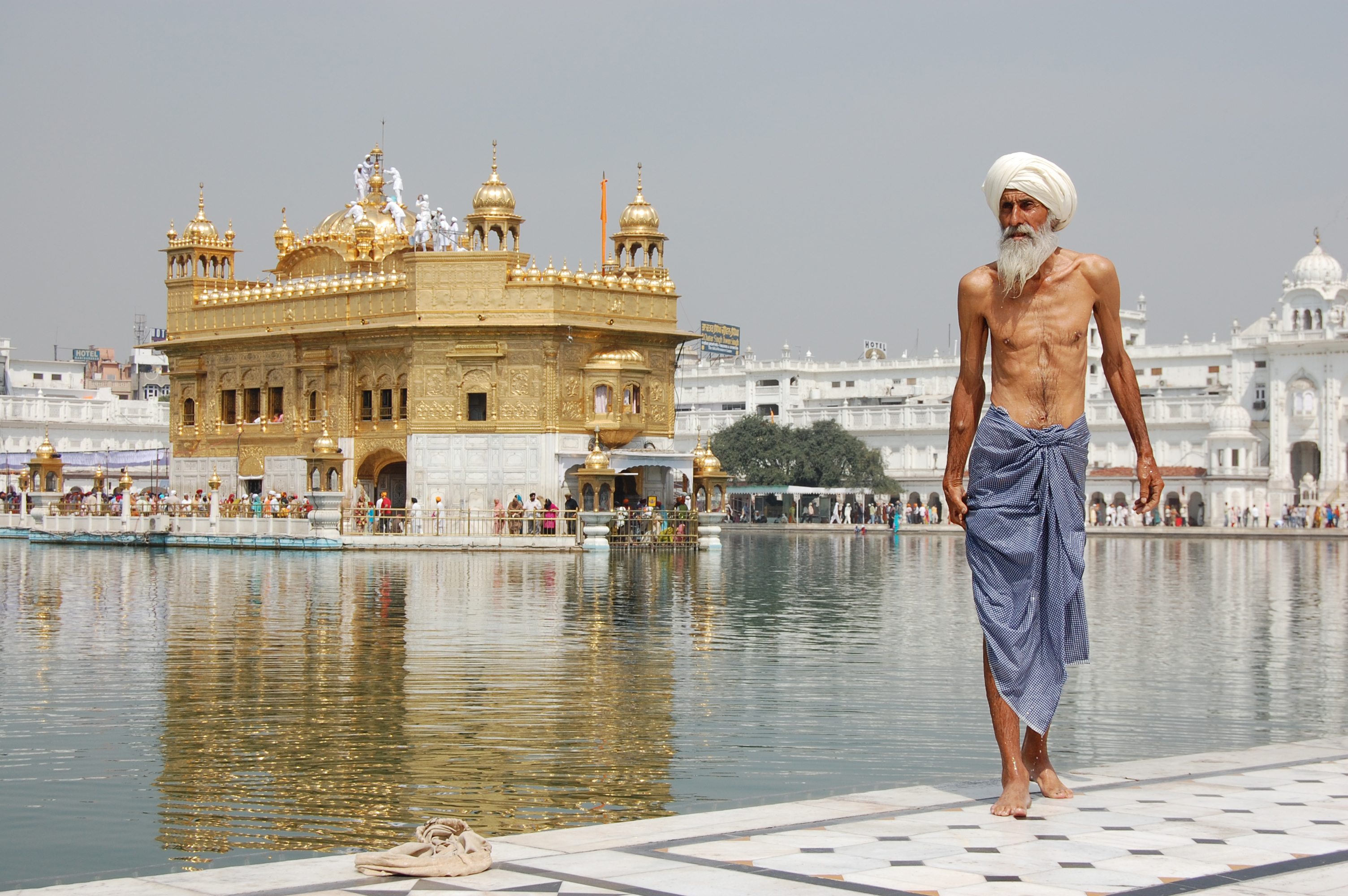
Sikhijski pielgrzym w Harmandir Sahib (Złota Świątynia) w Amritsar w Indiach.

## Pielgrzymki w poszczególnych religiach

### Chrześcijaństwo
Początkowo pielgrzymowano przede wszystkim do miejsc związanych z życiem i śmiercią Jezusa. Tradycja pielgrzymowania rozpoczęła się prawdopodobnie około IV wieku. Itinerarium Burdigalense, datowane na rok 333, jest najstarszym zachowanym opisem pielgrzymki. Anonimowy autor wędrował z Bordeaux do dzisiejszej Ziemi Świętej. Pielgrzymki były pochwalane przez Ojców Kościoła, jak na przykład Hieronim ze Strydonu oraz upowszechnione przez Świętą Helenę, matkę Konstantyna Wielkiego.

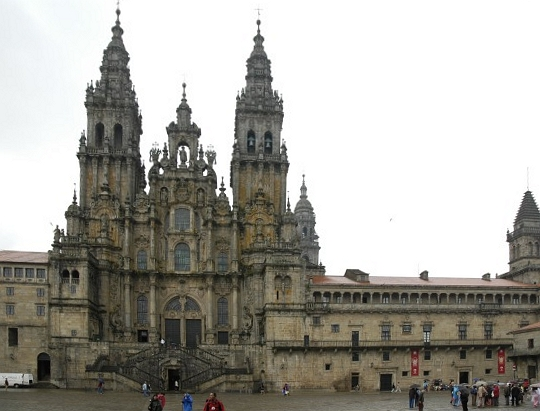
Katedra w Santiago de Compostela

Innymi miejscami pielgrzymkowymi we wczesnym chrześcijaństwie był przede wszystkim Rzym oraz miejsca związane z apostołami. Tendencja ta nasiliła się szczególnie po podbojach arabskich, kiedy dotarcie do Ziemi Świętej stało się dużo trudniejsze. Pojawił się wówczas m.in. jeden z najpopularniejszych do dziś ośrodków w Santiago de Compostela, związany z kultem świętego Jakuba.
W Polsce pielgrzymowano przede wszystkim do grobu świętego Wojciecha w Gnieźnie oraz sanktuarium na Świętym Krzyżu. Ich znaczenie zaczęło jednak spadać po pojawieniu się w kraju obrazu Czarnej Madonny. Dziś najpopularniejszymi celami jest Częstochowa-Jasna Góra, Licheń, Kraków-Łagiewniki oraz Wadowice. Szczególną rolę w polskim pielgrzymowaniu pełni pielgrzymka na Jasną Górę, odbywająca się co roku latem i gromadząca za każdym razem kilkadziesiąt tysięcy osób.
Ogólnie w Polsce znajduje się 96 ośrodków pielgrzymkowych.

#### Ważne miejsca pielgrzymkowe chrześcijaństwa
- Na świecie:
  - Asyż
  - Fátima
  - La Salette
  - Le Puy-en-Velay
  - Loreto (Włochy)
  - Lourdes
  - Međugorje
  - Meksyk (miasto) – sanktuarium w Guadelupe
  - Rzym
  - Santiago de Compostela – co roku pieszymi szlakami Camino de Santiago pielgrzymuje ok. 200 tys. osób
  - Ziemia Święta, Jerozolima
  - Montserrat
- W Polsce i na Litwie:
  - Częstochowa-Jasna Góra. Co roku pielgrzymuje tam pieszo ok. 100 tys. osób. (zob. Piesze pielgrzymki na Jasną Górę)
  - Gietrzwałd, jedyne w Polsce miejsce zatwierdzonych przez Kościół objawień Matki Bożej
  - Bazylika na Świętym Krzyżu – pierwsze narodowe sanktuarium w Polsce
  - Czerna
  - Kalwaria Pacławska k. Przemyśla
  - Przeworsk – Sanktuarium Grobu Bożego
  - Kalwaria Wejherowska
  - Wambierzyce, „Śląska Jerozolima”
  - Bardo
  - Kaplica Matki Boskiej Śnieżnej, Międzygórze (województwo dolnośląskie)
  - Krzeszów (województwo dolnośląskie)
  - Góra Świętej Anny
  - Święta Lipka
  - Lewiczyn
  - Licheń Stary
  - Łagiewniki
  - Kalwaria Zebrzydowska
  - Piekary Śląskie
  - Sianowo
  - Sanktuarium Matki Boskiej Bolesnej w Wałbrzychu
  - Sanktuarium Relikwii Drzewa Krzyża Świętego
  - Rokitno
  - Grabarka
  - kompleks Centrum Opatrzności Bożej – Wotum Narodu w Warszawie – w skład kompleksu wchodzi Panteon Wielkich Polaków, Świątynia Opatrzności Bożej oraz Muzeum Jana Pawła i Prymasa Wyszyńskiego,
  - Leżajsk[4]
  - Ostra Brama w Wilnie (Litwa)
  - Kalwaria Żmudzka (Litwa)
- W krajach niemieckojęzycznych
  - Altötting
  - Mariazell
  - Telgte

### Judaizm
- Ściana Płaczu w Jerozolimie
- Safed w Galilei
- Leżajsk[5]

### Islam

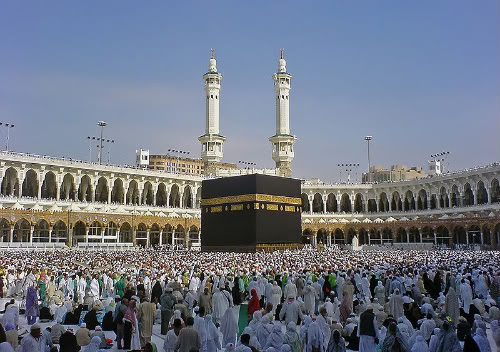
Muzułmanie w Mekce podczas hadżdż

Pielgrzymka do Mekki, zwana hadżdż, stanowi jeden z pięciu filarów islamu i jest obowiązkiem każdego muzułmanina, który jest w stanie ją odbyć pod względem zdrowotnym oraz finansowym (obowiązkowe jest odbycie jej przynajmniej raz w życiu). Innym popularnym celem pielgrzymkowym świata muzułmańskiego jest Medyna, w której znajduje się grobowiec Mahometa.
Szyici odbywają pielgrzymki w związku z celebracją Al-Arba’in, święta upamiętniającego śmierć Husajna ibn Alego. Peregrynacja do Karbali w Iraku należy do największych pielgrzymek na świecie. Szacuje się, że bierze w nich udział nawet 40 milionów osób.
Innym popularnym celem pielgrzymek jest irańskie miasto Meszhed, w którym znajduje się sanktuarium wybudowane na miejscu śmierci Imama Rezy, ósmego imama szyizmu. Odwiedza ją nawet 20 milionów pielgrzymów rocznie.
Polscy Tatarzy zamiast do Mekki pielgrzymowali najczęściej do Łowczyc i Sieniawic w województwie nowogródzkim, jednak obyczaj ten ustał, gdy miejscowości te znalazły się poza granicami Polski. Obecnie centrami życia religijnego polskich muzułmanów są Bohoniki i Kruszyniany.